# Olsztyn (Bełchatów)
Olsztyn – północno-wschodnia część miasta Bełchatowa w Polsce, w województwie łódzkim, w powiecie bełchatowskim. Rozpościera się w rejonie ulic Olsztyńskiej i Pomorskiej.
Część obszaru Olsztyna zajmuje Osiedle Olsztyńskie.

## Historia
Olsztyn to dawniej samodzielna wieś, należąca od reformy gminnej w 1867 roku do gminy Bełchatówek w powiecie piotrkowskim w guberni piotrkowskiej. Od 1919 w woj. łódzkim. 
1 stycznia 1925 wyłączony wraz z Bełchatowem i innymi miejscowościami z gminy Bełchatówek i włączony do restytuowanego miasta Bełchatów.